# Christopher Lambert
Christophe Guy Denis Lambert (AFI: [kʁistɔf ɡi dəni lɑ̃bɛʁ]), conosciuto nei paesi non francofoni come Christopher Lambert (AFI: [ˈkɻɪstəfɚ ˈlæmbɚt]) (Great Neck, 29 marzo 1957) è un attore francese con cittadinanza statunitense.

## Biografia
Lambert nasce a Great Neck, sull'isola di Long Island nello Stato di New York, nel 1957 da genitori francesi, Georges Lambert-Lamond (1910-2003), un diplomatico d'origine ebraica impiegato presso l'ONU, e Henriette de Caritat de Peruzzis (n. 1928). 
A causa delle mansioni lavorative del padre, si trasferisce al seguito della famiglia a Ginevra, in Svizzera, nel 1959, soggiornandovi stabilmente fino al 1973 quando, sempre per via del lavoro paterno, si trasferirà a Parigi. Nella capitale francese studia recitazione, indirizzandosi poi verso il mondo del cinema.
Dopo essersi fatto le ossa ricoprendo ruoli secondari presso diverse produzioni francesi, ottiene il primo ruolo di primo piano con l'interpretazione di Tarzan nel film Greystoke - La leggenda di Tarzan, il signore delle scimmie del 1984, una produzione britannica per la regia di Hugh Hudson. 
Nel 1986 ottiene la consacrazione presso il pubblico internazionale grazie al ruolo da protagonista nel film Highlander - L'ultimo immortale, diretto da Russell Mulcahy, in cui interpreta Connor MacLeod, guerriero scozzese predestinato all'immortalità.

## Vita privata

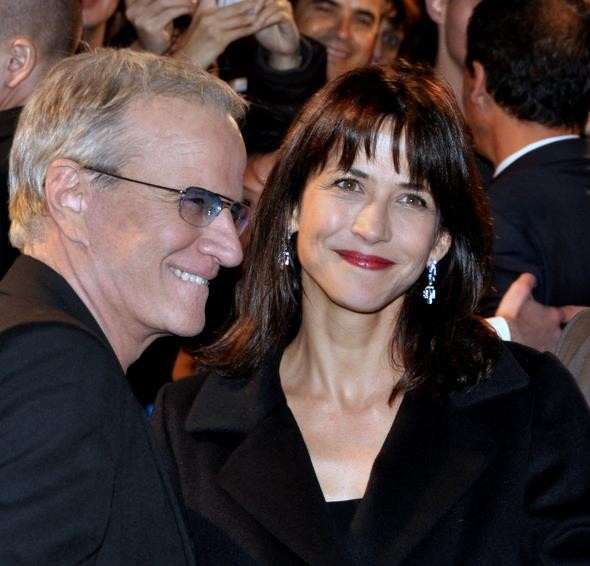
Christopher Lambert con Sophie Marceau alla presentazione parigina del film Skyfall

Dal 1988 al 1994 è stato sposato con l'attrice Diane Lane (conosciuta sul set di Love Dream). Dalla loro unione è nata Eleanor Jasmine (1993). 
Nel 1996 ha avuto una breve relazione con la showgirl Alba Parietti. Nel febbraio 1999 ha sposato Jaimyse Haft, da cui divorziò nel 2000. Nel 2007 ha iniziato una relazione con l'attrice Sophie Marceau, conosciuta sul set del film Trivial. I due si sono lasciati nel 2014.  Nel 2018 ha intrapreso una relazione con l'attrice Camilla Ferranti, conosciuta sul set della serie La dottoressa Giò.
Soffre di una forte miopia che gli impedisce di indossare lenti a contatto. Spesso è stato costretto a recitare senza occhiali e questo gli ha procurato diversi incidenti.

## Filmografia

### Cinema
- Ciao, les mecs, regia di Sergio Gobbi (1979)
- Il bar del telefono (Le bar du téléphone), regia di Claude Barrois (1980)
- Asphalte, regia di Denis Amar (1981)
- Helen - Evoluzione di una donna (Une sale affaire), regia di Alain Bonnot (1981)
- Putain d'histoire d'amour, regia di Gilles Béhat (1981)
- Legittima difesa (Légitime violence), regia di Serge Leroy (1982)
- Greystoke - La leggenda di Tarzan, il signore delle scimmie (Greystoke: The Legend of Tarzan, Lord of the Apes), regia di Hugh Hudson (1984)
- Amore e musica (Paroles et musique), regia di Elie Chouraqui (1984)
- Subway, regia di Luc Besson (1985)
- Highlander - L'ultimo immortale (Highlander), regia di Russell Mulcahy (1986)
- I Love You, regia di Marco Ferreri (1986)
- Il siciliano (The Sicilian), regia di Michael Cimino (1987)
- Love Dream, regia di Charles Finch (1988)
- Un prete da uccidere (To Kill a Priest), regia di Agnieszka Holland (1988)
- Perché proprio a me? (Why Me?), regia di Gene Quintano (1990)
- Highlander II - Il ritorno (Highlander II: The Quickening), regia di Russell Mulcahy (1991)
- Scacco mortale (Knight Moves), regia di Carl Schenkel (1992)
- Max e Jeremie devono morire (Max & Jeremie), regia di Claire Devers (1992)
- 2013 - La fortezza (Fortress), regia di Stuart Gordon (1992)
- Palle in canna (Loaded Weapon 1), regia di Gene Quintano (1993) - cameo non accreditato
- Gunmen - Banditi (Gunmen), regia di Deran Sarafian (1993)
- Gli scorpioni (The Road Killers), regia di Deran Sarafian (1994)
- Highlander 3 (Highlander III: The Sorcerer), regia di Andrew Morahan (1994)
- In trappola (The Hunted), regia di J.F. Lawton (1995)
- Mortal Kombat, regia di Paul W. S. Anderson (1995)
- Duello tra i ghiacci - North Star (North Star), regia di Nils Gaup (1996)
- Adrenalina (Adrenalin: Fear the Rush), regia di Albert Pyun (1996)
- 8 zampe di guai (Hercule & Sherlock), regia di Jeannot Szwarc (1996)
- Nirvana, regia di Gabriele Salvatores (1997)
- Arlette, regia di Claude Zidi (1997)
- Pistole sporche (Mean Guns), regia di Albert Pyun (1997)
- La fortezza: segregati nello spazio (Fortress 2: Re-entry), regia di Geoff Murphy (1999)
- Operation Splitsville, regia di Lynn Hamrick (1999)
- Resurrection, regia di Russell Mulcahy (1999)
- Beowulf, regia di Graham Baker (1999)
- Gideon, regia di Claudia Hoover (1999)
- Highlander: Endgame, regia di Douglas Aarniokoski (2000)
- The Point Men, regia di John Glen (2001)
- Druids - La rivolta (Vercingétorix), regia di Jacques Dorfmann (2001)
- The Piano Player, regia di Jean-Pierre Roux (2002)
- Janis & John (Janis et John), regia di Samuel Benchetrit (2003)
- Absolon - Virus mortale, regia di David DeBartolomé (2003)
- Somiglianza letale (À ton image), regia di Aruna Villiers (2004)
- Il giorno dell'ira (Day of Wrath), regia di Adrian Rudomin (2006)
- Southland Tales - Così finisce il mondo (Southland Tales), regia di Richard Kelly (2006)
- La lièvre de Vatanen, regia di Marc Rivière (2006)
- Metamorphosis, regia di Jenö Hodi (2007)
- Trivial - Scomparsa a Deauville (La disparue de Deauville), regia di Sophie Marceau (2007)
- Limousine, regia di Jerome Dassier (2008)
- White Material, regia di Claire Denis (2009)
- L'homme de chevet, regia di Alain Monne (2009)
- Das Geheimnis der Wale, regia di Philipp Kadelbach (2010)
- Ghost Rider - Spirito di vendetta (Ghost Rider: Spirit of Vengeance), regia di Mark Neveldine e Brian Taylor (2012)
- La mia buona stella, regia di Anne Fassio (2012)
- The Gardener of God[7], regia di Liana Marabini (2013)
- Shades of Truth[8], regia di Liana Marabini (2015)
- Uno più una (Un + une), regia di Claude Lelouch (2015)
- Ave, Cesare! (Hail, Caesar!), regia di Joel ed Ethan Coen (2016)
- The Broken Key, regia di Louis Nero (2017)
- Kickboxer: Retaliation, regia di Dimitri Logothetis (2018)
- Sotto sequestro (Bel Canto), regia di Paul Weitz (2018)
- L'ombra del lupo, regia di Alberto Gelpi (2018)
- Sobibor - La grande fuga (Sobibor), regia di Konstantin Jur'evič Chabenskij (2018)

### Televisione
- Douchka, regia di Jean-Paul Sassy – film TV (1981)
- Cinéma 16 – serie TV (1982)
- The Tom Green Show, 2 episodi (1995 - 1997)
- Dalida, regia di Joyce Buñuel – miniserie TV, 2 puntate (2005)
- NCIS: Los Angeles – serie TV, 6 episodi (2012)
- Les Associes, regia di Alain Berliner – film TV (2009)
- L'una e l'altra, regia di Gianfranco Albano – film TV (2012)
- The Blacklist – serie TV, 4 episodi (2019)
- La dottoressa Giò – serie TV (2019)
- Capitaine Marleau – serie TV, episodio 3x07 (2020)

## Premi e riconoscimenti

### Premio César
- 1986: - Migliore attore per Subway

## Doppiatori italiani
Nelle versioni in italiano dei suoi film, Christopher Lambert è stato doppiato da:
- Sergio Di Stefano in Subway, Highlander - L'ultimo immortale, Un prete da uccidere, Highlander II - Il ritorno, Scacco mortale, 2013 - La fortezza, Gunmen - Banditi, Gli scorpioni, Mortal Kombat, Adrenalina, Arlette, La fortezza: segregati nello spazio, Resurrection, Beowulf, Gideon, Highlander: Endgame, Dalida
- Luca Biagini in The Piano Player, Il giorno dell'ira, Chiami il mio agente!, Ave, Cesare!, Sobibor - La grande fuga
- Mario Cordova in Duello tra i ghiacci - North Star, Somiglianza letale, Ghost Rider - Spirito di vendetta, La mia buona stella
- Tonino Accolla in Il siciliano, Max e Jeremie devono morire, Highlander 3
- Luca Ward in Druids - La rivolta, NCIS: Los Angeles, The Broken Key
- Roberto Pedicini in Nirvana, Pistole sporche, La dottoressa Giò
- Gino La Monica in Amore e musica, Kickboxer: Retaliation
- Fabrizio Pucci in Trivial - Scomparsa a Deauville, Electric Slide
- Angelo Nicotra in Greystoke - La leggenda di Tarzan, il signore delle scimmie
- Massimo Venturiello in I Love You
- Stefano De Sando in Love Dream
- Pino Insegno in Perché proprio a me?
- Gioacchino Maniscalco in In trappola
- Massimo Rossi in The Point Men
- Walter Rivetti in Janis & John
- Mauro Gravina in Absolon - Virus mortale
- Michele Gammino in Southland Tales - Così finisce il mondo